# Ібрагім аль-Ганім
Ібрагім аль-Ганім (араб. إبراهيم الغانم, нар. 27 червня 1983) — катарський футболіст, який грав на позиції захисника. Відомий за виступами у складі клубів «Аль-Арабі» та «Аль-Гарафа», а також у складі національної збірної Катару, в складі якої двічі брав участь у фінальному турнірі кубка Азії.

## Клубна кар'єра
Ібрагім аль-Ганім розпочав займатися футболом у школі футбольного клубу «Аль-Арабі». У професійному футболі дебютував у 2000 році у складі цієї ж команди, в які грав до 2009 року, та був одним із основних гравців захисної ланки команди. У 2009 році футболіст перейшов до складу клубу «Аль-Гарафа», у складі якого став чемпіоном Катару та володарем Кубка Еміра Катару. У складі «Аль-Гарафа» грав до 2017 року, після чого завершив виступи на футбольних полях.

## Виступи за збірну
У 2002 році в складі олімпійської збірної Катару Ібрагім аль-Ганім брав участь у футбольному турнірі Азійських ігор. У 2006 році футболіст дебютував у національній збірній Катару. У складі збірної у 2007 та 2011 роках брав участь у фінальному турнірі кубка Азії. У складі збірної грав до 2014 року, загалом зіграв у її складі 89 матчів, у яких відзначився 1 забитим м'ячем.

## Досягнення
- Чемпіон Катару: 2010
- Кубок Еміра Катару: 2012